# هاوارد رولینز
هاوارد رولینز (انگلیسی: Howard Rollins؛ ۱۷ اکتبر ۱۹۵۰ – ۸ دسامبر ۱۹۹۶) یک هنرپیشه اهل ایالات متحده آمریکا بود.
از فیلم‌ها یا برنامه‌های تلویزیونی که وی در آن نقش داشته است می‌توان به رگتایم اشاره کرد.